# Арзан Фуд
Арзан Фуд (фарсі: ارزان فود, латинізовані назви: Arzān Fūd, Arzan Food, Arzānfūd; також відоме як Arzāneh Bal, Arzānfūt і Arzānpūd) — гірське село в Ірані (провінція Хамадан). Населення, згідно перепису 2006 року, складає 2406 осіб, 645 сімей.